# Торн-Бей (гидроаэропорт)
Гидроаэропорт Торн-Бей (англ. Thorne Bay Seaplane Base), (ИАТА: KTB, FAA LID: KTB) — государственный гражданский гидроаэропорт, расположенный в городе Торн-Бей, (Аляска), США.

## Операционная деятельность
Гидроаэропорт Торн-Бей находится на высоте уровня моря и эксплуатирует одну взлётно-посадочную полосу, предназначенную для приёма гидросамолётов:
- NW/SE размерами 1524 x 610 метров.

За период с 31 декабря 2006 года по 31 декабря 2007 года Гидроаэропорт Торн-Бей обработал 1 519 операций взлётов и посадок самолётов (в среднем 126 операций ежемесячно), из них 49 % пришлось на рейсы аэротакси, 42 % составили регулярные коммерческие перевозки и 8 % — рейсы авиации общего назначения.